# Herb gminy Wierzchlas
Herb gminy Wierzchlas – jeden z symboli gminy Wierzchlas, autorstwa Jana Książka i Henryka Hernanta, ustanowiony 29 listopada 2012.

## Wygląd i symbolika
Herb przedstawia na tarczy  w polu błękitnym pełną lilię srebrną z umieszczonymi po jej bokach dwoma kołami złotymi.